# Oceanobdella blennii
Oceanobdella blennii is een ringworm uit de familie van de Piscicolidae. De wetenschappelijke naam van de soort is voor het eerst geldig gepubliceerd in 1940 door Knight-Jones.